# Collegio elettorale di Lugo (Regno di Sardegna)
Il collegio elettorale di Lugo è stato un collegio elettorale uninominale del Regno di Sardegna, uno dei sette collegi della provincia di Ravenna. È stato istituito, assieme agli altri collegi elettorali dell'Emilia, con decreto del Governatore per le provincie dell'Emilia, Luigi Carlo Farini, il 20 gennaio 1860
Come da tabella allegata al decreto citato, era composto dal mandamento Lugo meno il comune di Fusignano unito al collegio di Bagnacavallo

## Dati elettorali
Nel collegio si svolsero votazioni solo per la VII legislatura. Dopo l'unità d'Italia il territorio fece parte dell'omonimo collegio del nuovo regno

### VII legislatura
Le votazioni si svolsero in 387 collegi uninominali a doppio turno. Come previsto dalla legge elettorale del 20 novembre 1859, era eletto al primo turno il candidato che «riunisce in suo favore più del terzo dei voti del total numero dei membri componenti il collegio e più della metà dei suffragi dati dai votanti presenti all'adunanza» (art. 91). Se nessun candidato era eletto, al ballottaggio tra i due candidati con più voti era eletto chi otteneva il maggior numero di voti (art. 92) o, in caso di ugual numero di voti, il maggiore d'età (art. 93).
| Partito                            | Partito                            | Candidato                          | Risultati 25 marzo 1860 | Risultati 25 marzo 1860 |
| Partito                            | Partito                            | Candidato                          | Voti                    | %                       |
| ---------------------------------- | ---------------------------------- | ---------------------------------- | ----------------------- | ----------------------- |
|                                    | —                                  | Silvestro Gherardi                 | 166                     | 97,65                   |
|                                    | —                                  | Giacomo Maria Manzoni (politico)   | 4                       | 2,35                    |
|                                    |                                    |                                    |                         |                         |
| Iscritti                           | Iscritti                           | Iscritti                           | 489                     | 100,00                  |
| ↳ Votanti (% su iscritti)          | ↳ Votanti (% su iscritti)          | ↳ Votanti (% su iscritti)          | 172                     | 35,17                   |
| ↳ Voti validi (% su votanti)       | ↳ Voti validi (% su votanti)       | ↳ Voti validi (% su votanti)       | 170                     | 98,84                   |
| ↳ Schede non valide (% su votanti) | ↳ Schede non valide (% su votanti) | ↳ Schede non valide (% su votanti) | 2                       | 1,16                    |
| ↳ Astenuti (% su iscritti)         | ↳ Astenuti (% su iscritti)         | ↳ Astenuti (% su iscritti)         | 317                     | 64,83                   |